# Rhyacophila jenniferae
Rhyacophila jenniferae är en nattsländeart som beskrevs av Peck in Peck och Smith 1978. Rhyacophila jenniferae ingår i släktet Rhyacophila och familjen rovnattsländor. Inga underarter finns listade i Catalogue of Life.